# Mabra metallescens
Mabra metallescens là một loài bướm đêm trong họ Crambidae.